# Кольчуга

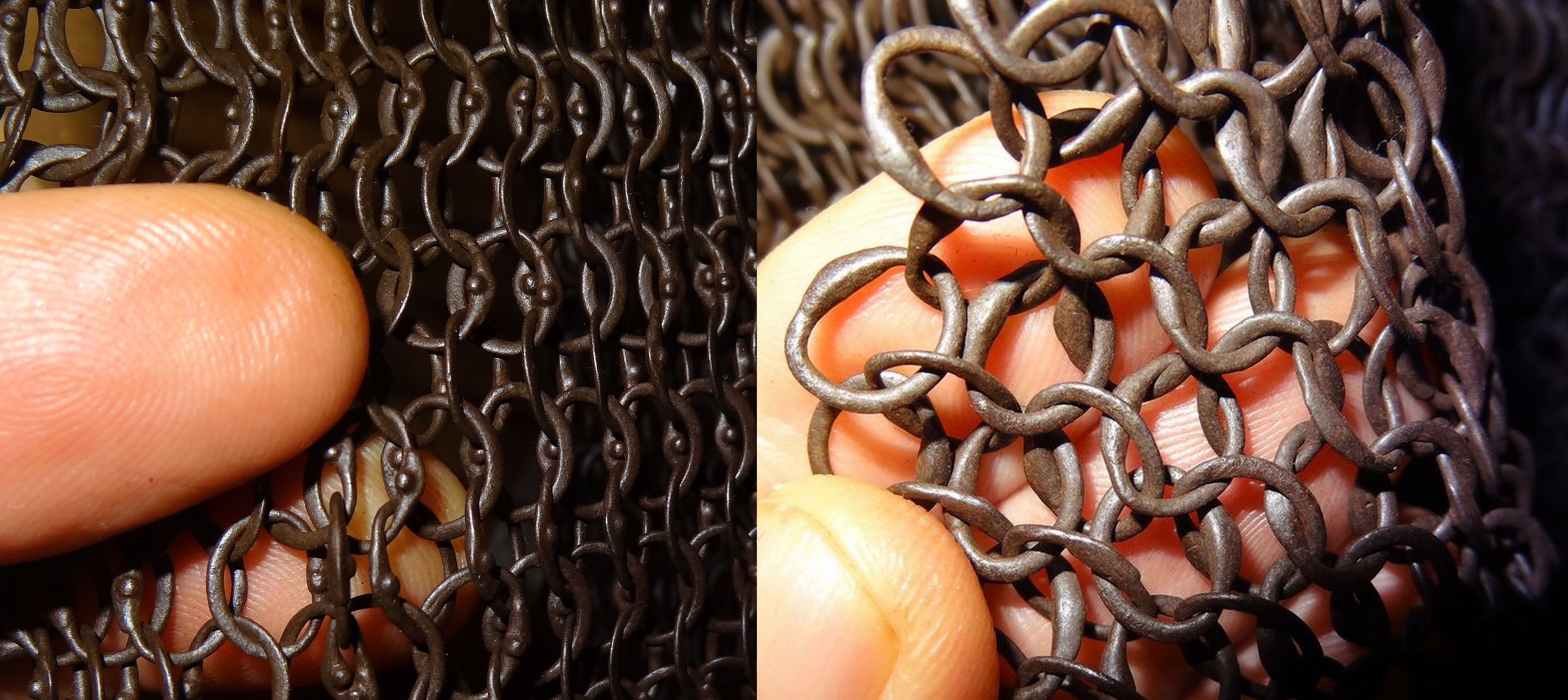
Кольчуга XVI века. Кольца заклёпаны, показаны обе стороны плетения «4 в 1», когда каждое кольцо сцеплено с четырьмя соседними

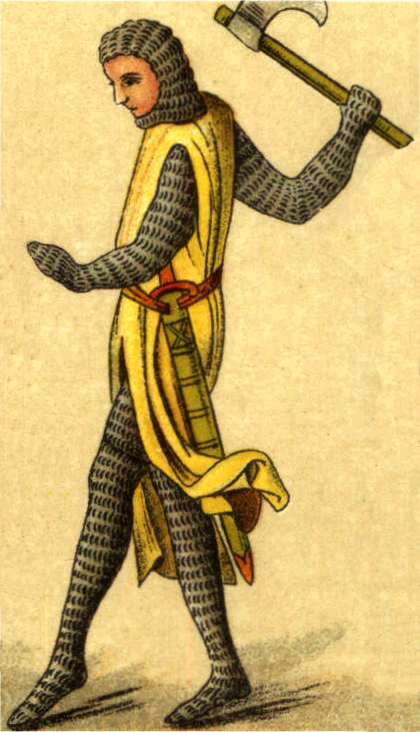
Хауберк с кольчужными чулками и сюрко, со снятым шлемом (Сюрко (Dräkt, Fransk riddare, Nordisk familjebok)

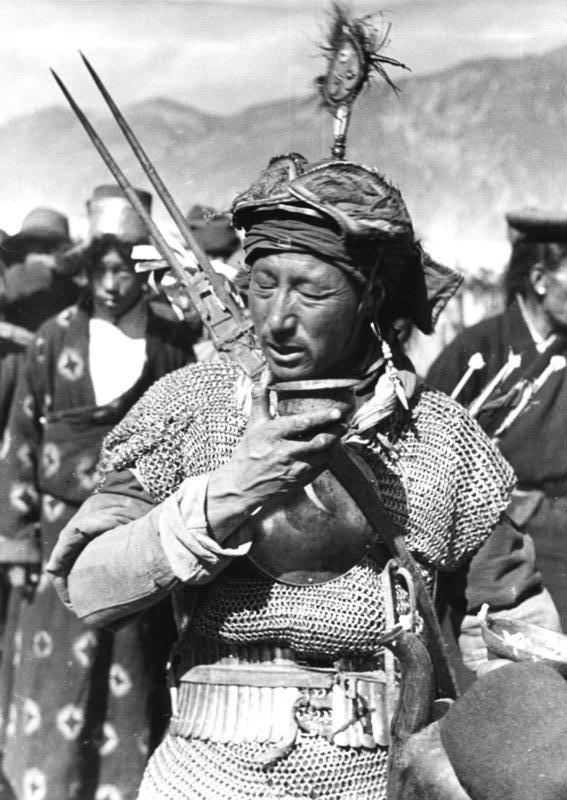
Тибетский воин в кольчуге, усиленной дополнительной зеркальной пластиной

Кольчу́га, ко́льчатый доспе́х, кольчу́жная руба́ха — доспех, скованный (сплетённый) из железных колец, металлическая сеть для защиты от поражения холодным оружием.
Кольчуга отличается от брони отсутствием кожи или ткани, и она состоит лишь из железных колец. Кольчуга носила (в зависимости от разновидности) различные названия: кольчу́га, панцирь, байдана, яцерин. Использовались разные виды и типы кольчуг — от кольчужной рубахи, прикрывавшей только туловище и плечи до полных хауберков (hauberk), покрывавших тело полностью, с головы до ног. Кольчуги получили широкое распространение как на Руси, в Европе, так и в Азии благодаря простой технологии изготовления. Чтобы изготовить кольчугу требовалось только несколько килограммов железа, устройство для вытяжки проволоки и терпение для однообразной работы по изготовлению из проволоки колец и плетению из колец самой кольчуги (для кольчужной рубахи это несколько сотен человеко-часов, не учитывая время изготовления проволоки или ковки колец индивидуально). После изготовления такой доспех мог служить практически вечно — при его повреждении было достаточно залатать кольчугу пригоршней новых колец. Воин одетый в кольчугу, и оружейник (мастер, кузнец) её изготовлявший — Кольчужник.

## Терминология
Слово «кольчуга» обозначает доспех из скреплённых металлических колец и происходит либо непосредственно от слова «кольцо» либо через пол. kolczuga. Встречается в письменных источниках с XVI века, прямой вывод возможен из словосочетания броня кольчата с суффиксом -уг-а, несколько авторов указывают на калькирование нем. Ringelpanzer в словосочетаниях броня кольчата и кольчатый доспех.
В историческом контексте XVI века слово употреблялось наряду с другими, такими как пансырь и байдана, обозначая лишь один из типов кольчатого доспеха, причем как упоминание доспеха байдана, так и разделение значений слов панцирь и кольчуга произошло уже в конце XV века.
Разные типы кольчатых доспехов имеют свои современные названия (о средневековых названиях деталей кольчуг практически ничего не известно):
- кольчуга, защищающая торс, обычно с короткими рукавами, называется кольчужной рубашкой[12][13] (или рубахой). Дополненный наплечниками, такой доспех назывался лорика хамата и был известен ещё в древнем Риме.

Под влиянием римлян кольчужная рубашка широко распространилась и широко использовалась уже в эпоху раннего Средневековья, в частности на Руси, даже когда в Европе ей предпочитали пластинчатые и чешуйчатые доспехи.
- кольчуга, защищающая тело от случайных и скользящих ударов, с подолом и длинными рукавами, дополненная капюшоном, и, возможно, перчатками и кольчужными чулками (англ. hauberk) транслитерируется русскоязычными авторами через англоязычный термин «хауберк»[14][15], обычно подчёркивая тем самым западноевропейский характер описываемого доспеха; иногда называется просто кольчужной рубахой[13]. Пирс[16] утверждает, что кольчужные чулки неудобны для всадника и будут повреждать седло; потому всадники носили кольчуги, заканчивающиеся юбкой с разрезом, по его мнению, на изображениях полы юбки облегали ноги и создавали иллюзию чулок;
- для кольчужного капюшона[13] в среде реконструкторов употребляется также термин «койф» (транслитерация англ. coif)[17];
- джазерант[англ.][13] — куртка, состоящая из кольчуги между двумя слоями ткани или кожи;
- кольчужные штаны, вслед за полотняными, называют «шоссами»[13].

Для защиты рук к XII веку были изобретены кольчужные рукава, оканчивающиеся кольчужными рукавицами или, реже, перчатками с отдельными пальцами. Разрез между рукавом и рукавицей позволял извлекать из кольчуги кисть руки в небоевой обстановке. Использование кольчужных рукавиц продолжалось до XIV века, когда они были вытеснены латными рукавицами.
Также из кольчужного полотна делали бармицу на шлеме, которая служила защитой шеи и, иногда, лица.
При обсуждении древнего оружия Востока термин «кольчуга» (англ. mail) применяется и для обозначения более простого чешуйчатого доспеха, что приводит к недоразумениям.

## История

### В древнем мире
Лейв Хансен относит возникновение кольчуги к IV веку до н. э., однако раннюю (350 год до н. э.) находку в Хьортспринге на острове Альс в Дании Йоуттиярви считает недостоверной (подобные отложения железа могут образовываться естественным путём); в настоящее время следы кольчуги на месте находки полностью утрачены, что делает проверку невозможной.
Древнейший фрагмент кольчуги обнаружен в кельтском захоронении III в. до н. э. на территории современной Румынии, скорее всего был развитием более раннего доспеха, в котором кольца были нанизаны на сеть из струн (такая конструкция, по-видимому относящаяся к VIII веку до н. э., была обнаружена в Богемии). Л. Хансен перечисляет также другие случаи атрибуции докольчужной брони из колец к гальштатской культуре. Сообщения о находках кольчуг на скифских кладбищах являются терминологическим недоразумением: скифы использовали чешуйчатые доспехи.
К III веку до н. э. относит появление кольчуги у кельтов канадский военный историк профессор Королевского военного колледжа Ричард А. Габриэль.
Британский оружиевед Клод Блэр относит появление кольчуги в Европе ко II веку до н. э., придерживаясь версии о восточном ее происхождении.
Первое достоверное упоминание кольчуги оставил в I веке до н. э. римский автор Марк Теренций Варрон, назвавший доспех «галльской железной туникой». Изображение воина в кольчуге можно найти уже на алтаре Домиция Агенобарба, а в эпоху поздней республики кольчуга (лорика хамата) была стандартным доспехом легионера. Поскольку трудоёмкость изготовления кольчуги была высокой, её могли позволить себе лишь богатые воины.
Кольчуги были почти вытеснены пластинчатыми доспехами (в Риме — к концу I века н. э.), но, с уменьшением благосостояния во время переселения народов, распространились вновь и широко использовались вплоть до возвращения пластинчатых доспехов в XIV—XV веках.

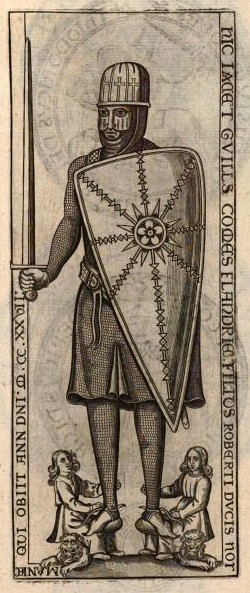
Кольчужный хауберк с длинными рукавами. Прорисовка утраченного латунного брасса с надгробия Вильгельма Клитона из «Генеалогии графов Фландрских» Оливера де Врие (Брюгге, 1641)

### Кольчуга на Западе

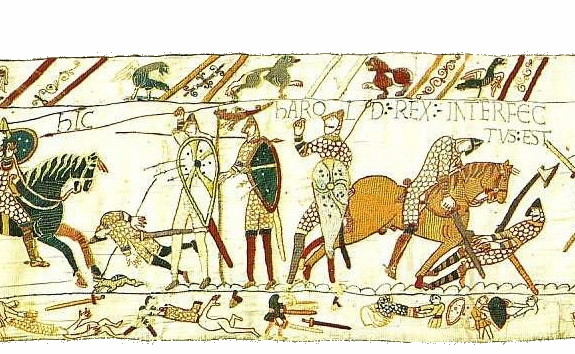
Стягивание кольчуг через голову с убитых и раненых после битвы при Гастингсе. Гобелен из Байё

Изначально кольчужный доспех имел вид сравнительно короткой кольчужной рубашки с полами и рукавами, иногда короткими — до локтя, иногда доходящими почти до запястья. В эпоху раннего Средневековья любые доспехи оставались сравнительно редкими и дорогими. С X века увеличивается потребность в броне, соответственно возрастает спрос на кольчуги. Так, в сценах гобелена из Байё, изображающих битву при Гастингсе (1066), как англосаксонские, так и нормандские воины практически поголовно облачены в кольчужные доспехи, в большинстве случаев — спускающиеся чуть ниже локтя и доходящие до колена.

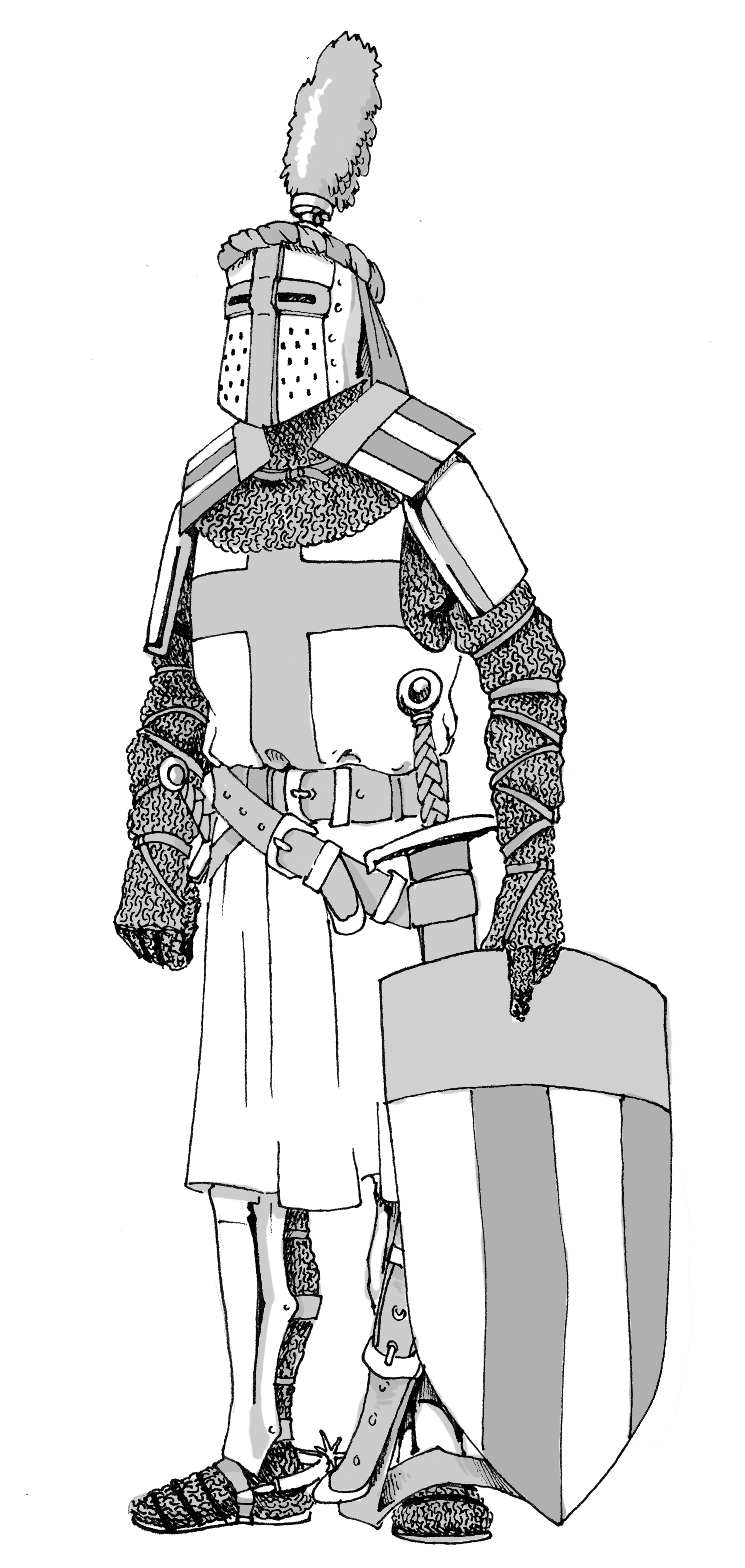
Рыцарь середины XIII века в представлении современного художника. Одет в полный кольчужный доспех, усиленный айлетами и латной защитой ног и предплечий. Поверх кольчуги носит сюрко. Перед нами самый первый этап в формировании так называемого «переходного» (от кольчуги к латам) доспеха, характерного для следующего, XIV века

Французский историк-медиевист Филипп Контамин, вступая в полемику с авторами, относящими распространение кольчуги в среде европейского рыцарства к XI веку, считает и каролингскую brunea, и англосаксонскую byrnie, и рыцарский haubert классического средневековья, в сущности, одним и тем же военным одеянием из клепаных металлических колец, называвшихся maille.
Периодом расцвета кольчуги в Европе были XII — XIII века, когда она защищала тело воина буквально «с головы до пят» — от надевающегося поверх плотно прилегающего к голове шлема-сервельера кольчужного капюшона — койфа, до кольчужных чулков — шоссов. Иногда кольчуги этого периода усиливали наплечными щитками — айлетами, к середине XIII века переходящими в пока ещё достаточно примитивную латную защиту плеч, и шинной либо примитивной латной защитой ног. В следующем столетии появляются первые пластинчатые нагрудники — предшественники кирас. Типичный рыцарь сражался в кольчуге примерно до 1250 года, кольчуге, усиленной пластинами до 1350 года, и в пластинчатом доспехе после этого.
В XIV веке сплошные стальные латы начали постепенно вытеснять кольчугу, но из-за своей дороговизны — а главное — меньшего удобства в повседневном использовании, полностью заменить кольчугу не смогли. Сплошные латы имеют несколько уязвимых мест, например, подмышки. Чтобы защитить их, на поддоспешную одежду нашивали фрагменты кольчуги. И когда на поддоспешник надевали кирасу и другие части латного доспеха, уязвимые места оказывались закрыты кольчужными фрагментами.
К XV веку ввиду развития наступательного вооружения (колющие мечи, алебарды, полэксы, бердыши, мощные луки и арбалеты и т. д.) кольчуга сама по себе перестала быть достаточной защитой даже для рядового пехотинца, по сути перейдя в разряд поддоспешника, носимого под бригантный или латный доспех. Так, хорошо зарабатывающий профессиональный солдат заключительного периода Столетней войны (алебардист, арбалетчик, лучник и т. п.) или городской ополченец конца XV века как правило носили, помимо стёганого поддоспешника и короткой кольчуги, мелкопластинчатую бригантину, подобную, к примеру, хранящейся в Королевском арсенале в Лидсе и датированной около 1470 года — то есть, защиту торса, по сути аналогичную использовавшейся за сотню лет до того рыцарями, но без соответствующей защиты конечностей (сами рыцари к тому времени поверх примерно такого же поддоспешного комплекта уже как правило носили латный «белый доспех»). В XVI веке пехота получила и латный доспех несколько упрощённого типа, но носился он уже в большинстве случаев без кольчуги.

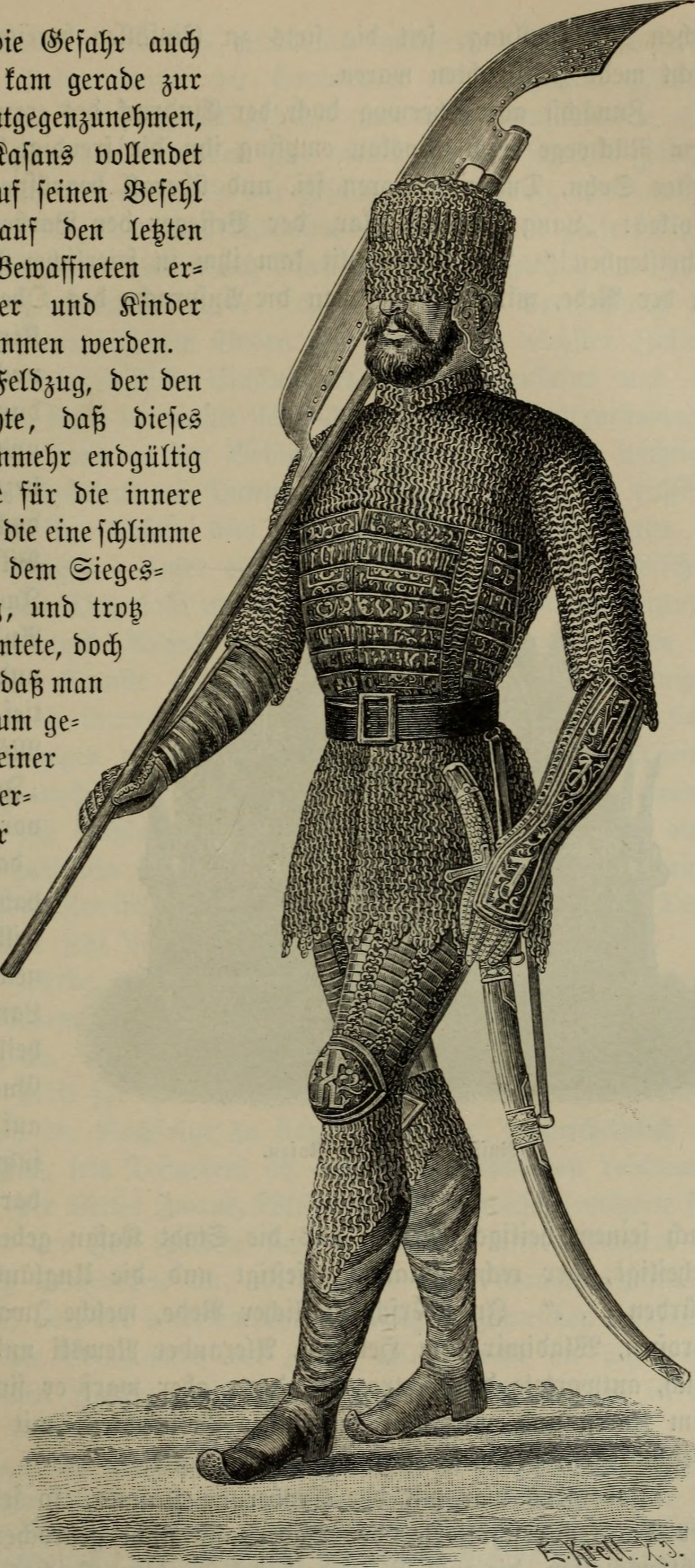
«Татарское вооружение». Иллюстрация из книги Теодора Шимана «Россия, Польша и Ливония до XVII века». 1886 г.

### Кольчуга на Руси
Кольчуги широко распространившиеся еще в период Киевской Руси, использовали вплоть до конца XVII века. В отечественной исторической науке укоренилось мнение, что они часто упоминаются в древнерусских летописях под названием «броня» (от гот. brunjo, санскр. bharaṇa — «оборона»), и лишь в эпоху Московской Руси распространяется современное название.
Уже к началу 1970-х годов на территории Древней Руси в примерно ста археологических комплексах найдено было около 112 кольчуг IX—XIII вв. (40 целых, остальные — во фрагментах), причем древнейшая находка из захоронения на р. Оскол (Воронежская обл.) рядом специалистов относилась даже к VIII веку.
Персидский энциклопедист Ибн-Руста, писавший в 903-913 гг., отмечает, что у «славянского царя» имелись «прекрасные, прочные и драгоценные кольчуги». На миниатюрах Радзивилловской летописи, изображающих воинов и батальные сцены, по мнению А. В. Арциховского, несмотря на весь их схематизм, заметно преобладают кольчуги, складки которых отмечены оттенками краски.
По мнению А. Н. Кирпичникова, во второй половине XII века древнерусские кольчуги стали изготовлять целиком из склепанных колец, ранее попеременно чередовавшихся со сварными, а около 1200 года появляются плоские кольца.
В 70-е годы XV века на Руси появляется новый тип кольчуги мелкого плетения, называвшийся пансырем, а в XVI столетии распространяются кольчуги, целиком состоящие из плоских колец — байданы.
Об использовании кольчуг русской поместной конницей сообщают под 1553 годом английский путешественник Ричард Ченслор, под 1607 годом французский наемник на русской службе Жак Маржерет и под 1676 годом курляндский дипломат Якоб Рейтенфельс. По свидетельству австрийского дипломата Сигизмунда Герберштейна, в начале XVI века в Москве кольчугой пользовались участники судебных поединков.

### Кольчуга на Востоке

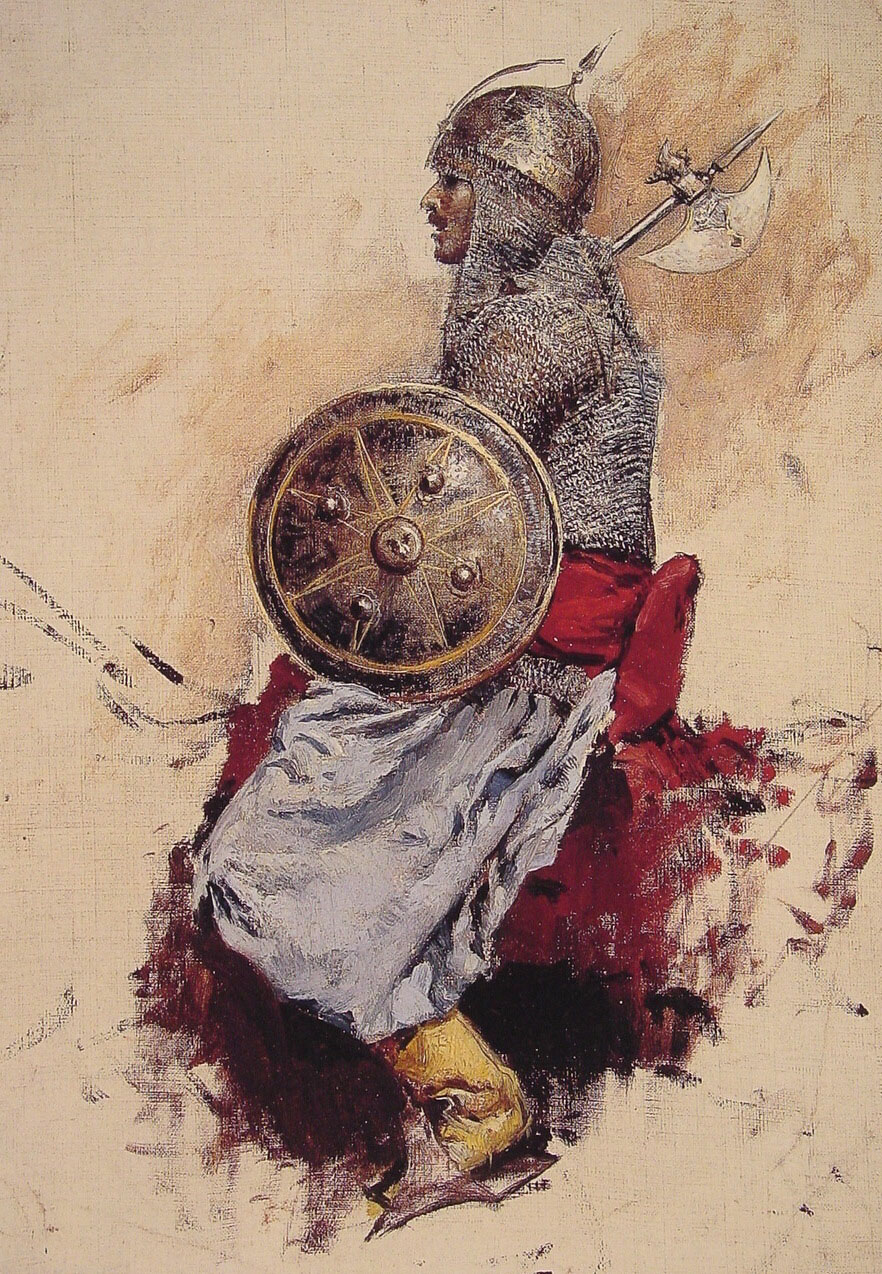
Эдвин Лорд Уикс. «Монгольский всадник». 1882 г.

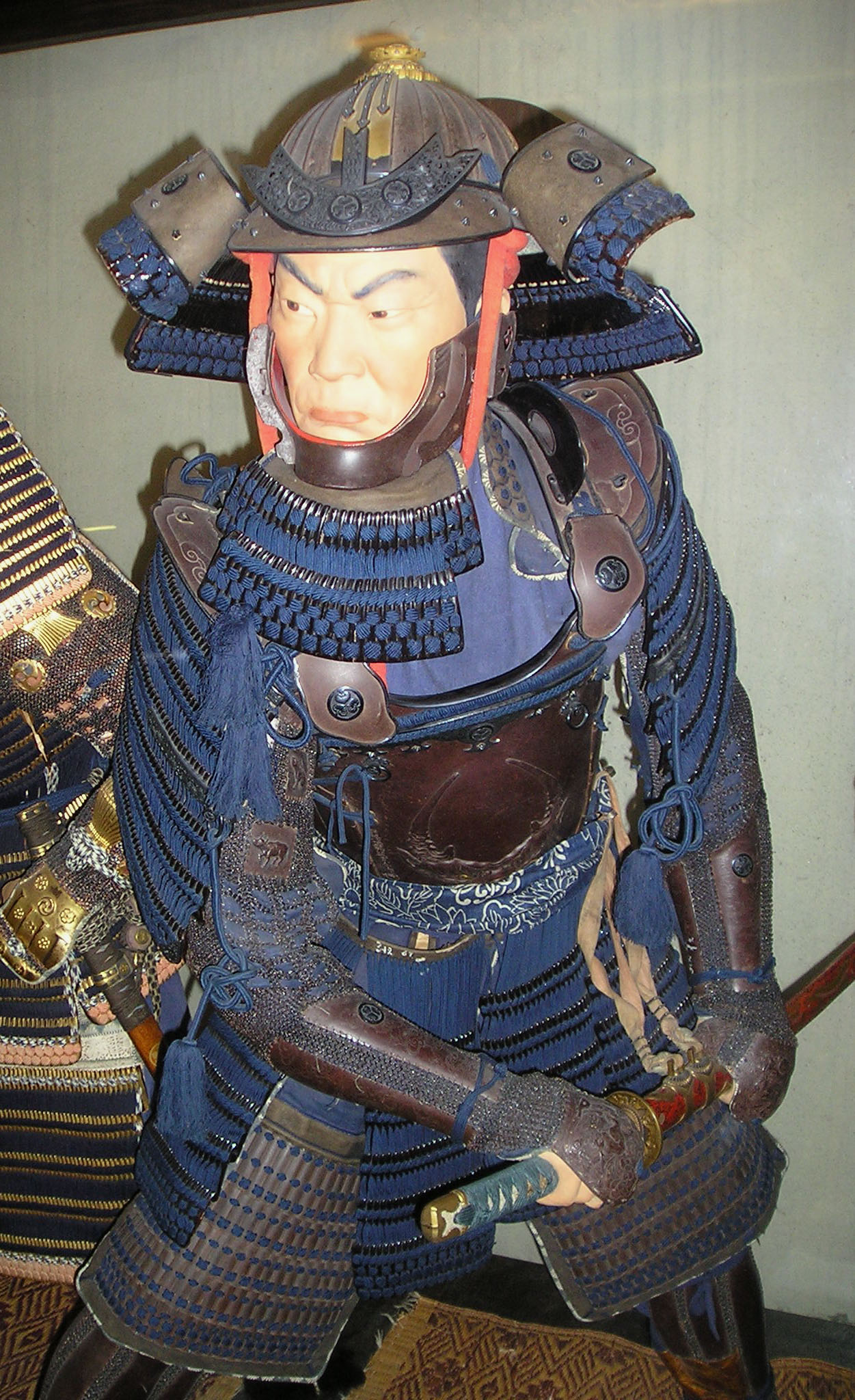
Японский доспех юкиносита-до с кольчужными рукавами. Кунсткамера (СПб.)

На Востоке кольчуги использовались уже в сасанидском Иране. На наскальном изображении в Тадж-и-Бостане, датируемом 620 г. н. э., представлен шах Хосров II Парвиз в полном вооружении, причем видно каждое кольцо его кольчуги.
На Кавказе, в Средней Азии, Индии, у арабов кольчуга использовалась вплоть до XIX века.

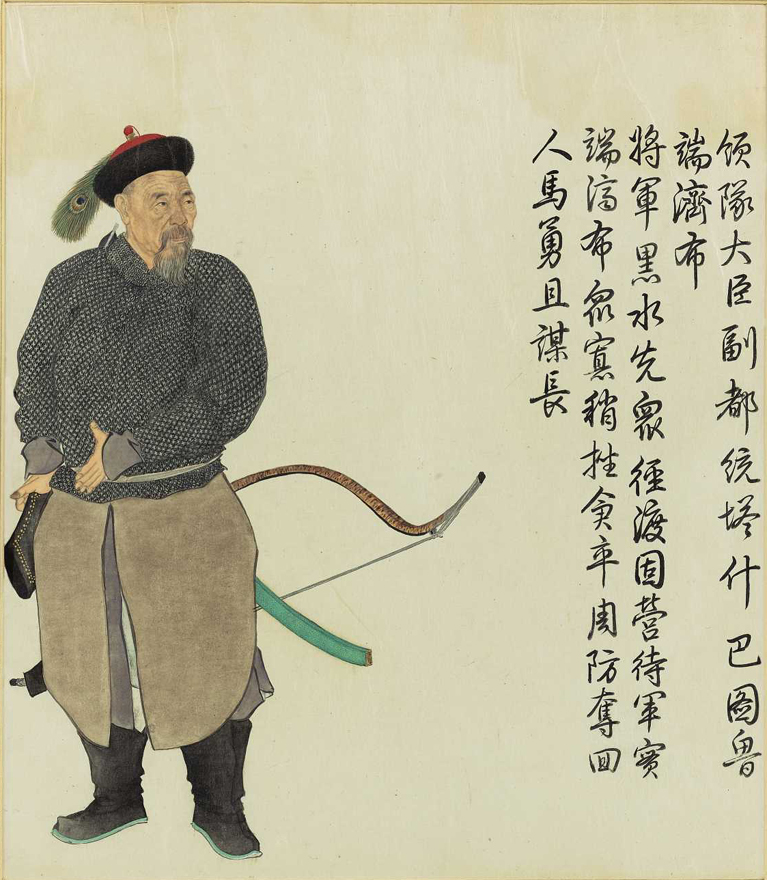
Портрет китайского офицера Дуан Чжи Бу. Кон. XVIII в.

В XIV веке в Японии был изобретён свой тип кольчуги, получивший название кусари (букв. «цепи»), отличающийся по плетению и устройству от классической кольчуги, известной в Европе и на Востоке. Этот тип кольчуги представлял собой шайбы, нашитые на ткань и дополнительно сплетённые между собой проволочными кольцами в два оборота. Как правило, кусари использовалась для прикрытия промежутков между пластинами на второстепенных частях традиционных доспехов. Классическая «международная» кольчуга, покрывающая все тело, до прихода европейских мореплавателей в Японии не была известна.
В Китае распространение кольчужных доспехов началось ещё в I тысячелетии н. э. под влиянием народов Центральной Азии, и к VIII в. н. э. (в период Тан) кольчуга уже не была чем-то необычным для Китая. В эпоху Сун кольчуга широко использовалась в приграничных районах на севере и западе Китая, причем современниками считалось, что она лучше защищает от чжурчжэньских стрел с долотовидными наконечниками, чем другие виды доспехов. Ситуация в Китае в период правления монгольской династии Юань не совсем ясна, так как иконографические материалы дают недостаточно репрезентативную выборку, а письменные материалы практически отсутствуют. В эпоху династии Мин кольчуга получает определённое распространение в Китае, особенно среди воинов императорской гвардии. По мнению Л. А. Боброва, это явление было чётко связано с ретрансляцией этого вида защитного снаряжения монголами. Впрочем, широкого распространения в Китае кольчуги так и не получили, более того — в эпоху Цин исконно-китайские панцири «куячного» типа существенно потеснили доспехи с кольчатой и кольчато-пластинчатой системами бронирования на прилегающих к Китаю с Запада территориях.
Тем не менее, помимо влияния пластинчато-нашивных и стеганых китайских панцирей на комплекс вооружения народов Северо-Запада Китая наблюдалось и обратное влияние — так, многочисленные портреты прославившихся в боях цинских военачальников, выполненные по заказу императора Цяньлуна (1735—1796) демонстрируют нам тщательно прописанные во всех деталях кольчуги с коротким рукавом и характерным воротником-стойкой, укрепленным кожаными ремнями. Учитывая, что эти серии портретов были созданы во второй половине XVIII в. с 1760 по 1790-е гг., можно считать, что в этот момент наблюдается максимальное распространение кольчуги среди цинских войск. В XIX в., в связи с общим массовым отмиранием защитного вооружения в войсках кольчуга, как и стеганые и пластинчато-нашивные доспехи, выходят из воинского обихода Китая.

## Образцы

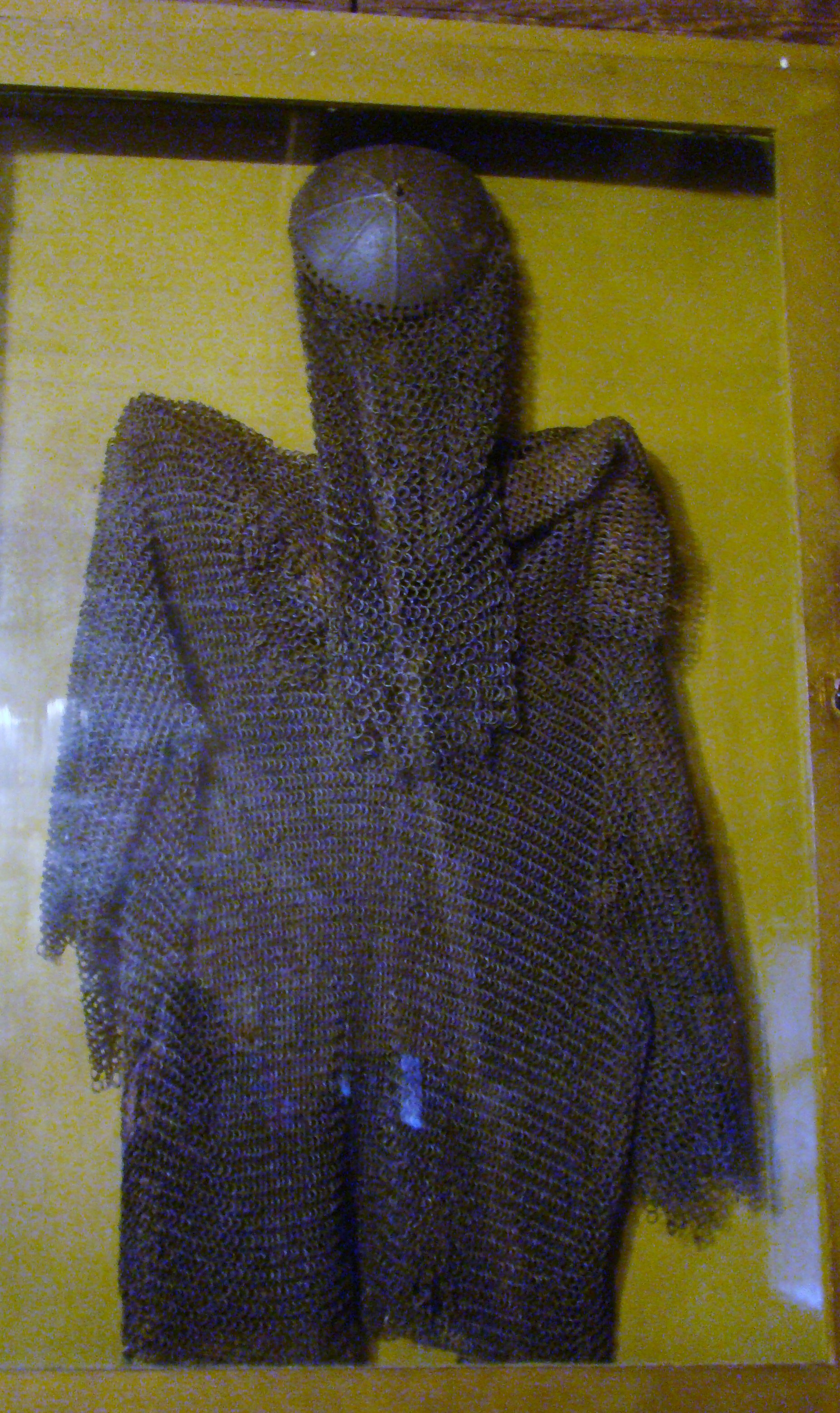
Кольчуга предводителя карпатских опришков Пынти Храброго. Кон. XVII в.

Дошедшие до нас образцы кольчуги относятся к одному из двух классов: исторические (сохранившиеся в арсеналах и потом в музеях) и археологические (найденные в ходе раскопок). Относительная лёгкость кольчуги (то есть большое отношение площади к объёму) способствует её быстрой коррозии, потому археологические кольчуги обычно представляют собой комки ржавчины, где можно лишь заметить очертания колец. В крайне редких случаях условия на месте раскопок позволяют фрагментам археологических кольчуг сохранять гибкость (Вийнховен приводит четыре случая, включая наиболее известную кольчугу II—III века н. э. из Вимозы в Дании, другим известным исключением является бармица Коппергейтского шлема VIII века н. э.), но практически всегда кольчуги, найденные археологами, состоят из отдельных фрагментов. Повреждения типичных археологических кольчуг настолько велики, что оказывается невозможным определить их первоначальное предназначение и форму, поэтому современные знания о кольчугах по преимуществу основаны на изучении исторических образцов, которые за очень редким исключением созданы в XIV веке н. э. или ещё позже. Наиболее ранняя сохранившаяся в относительной целости историческая кольчужная рубашка по преданию принадлежала Святому Вацлаву (погиб в 935 году), хотя твёрдо отнести её к X веку не удалось. Практически не сохранились кольчуги, произведённые между IV и VIII веками, не дошли до нас и образцы XII и XIII веков, хотя из источников известно о широком использовании кольчуг в то время.
Конструкция кольчуги позволяет лёгкое переиспользование колец и кусков плетения, потому многие сохранившиеся кольчуги состоят из разнородных кусков, возможно, передававшихся от поколения к поколению. Простота переиспользования также сократила число образцов кольчуг, дошедших до наших дней . Уильямс предполагает, что существенная часть раннесредневековых кольчуг использовала материал от, по его оценке, 100 000 кольчуг, остававшихся от римских времён.

## Достоинства и недостатки
Преимуществами кольчуги по сравнению с пластинчатой бронёй были гибкость, подвижность, относительно небольшой вес, удобство подгонки под фигуру и надевания, небольшая толщина и хорошая защита против случайных и скользящих ударов в сочетании с меньшей стоимостью. При этом по сравнению с пластинчатыми доспехами кольчуга обеспечивала сравнительно слабую защиту, а вес непропорционально приходился на плечи (некоторую разгрузку предоставляли поддоспешник и пояс).

### Эффективность
Исследования расходятся в вопросе об эффективности кольчуги, исторические свидетельства также противоречивы (Абельс считает многие средневековые изображения и описания пронзённых доспехов неточными).
Уровень защиты несомненно зависел от типа оружия у атакующего, успехов металлургии и особенностей тактики. Результаты современных экспериментов сильно зависят от условий их проведения: эксперименты, проведённые сотрудниками Королевской оружейной палаты, в которых они пытались нанести повреждения подвижному манекену, облачённому в кольчугу с поддоспешником, показали очень высокую эффективность кольчуги против всех видов оружия; эксперименты, в которых кольчуга не предотвращала ранений, либо использовали неподвижный манекен (сильно облегчая нанесение колющих и рубящих ударов), либо не использовали поддоспешника.
Многие исследователи считают, что сам факт вытеснения кольчугой пластинчатого доспеха в эпоху переселения народов связан, помимо общего обеднения, с тем, что защита, предоставляемая кольчугой, была адекватной против распространённого в то время оружия. Аналогично, сравнительно быстрый возврат к пластинчатому доспеху во время Столетней войны связан с тем, что усовершенствование оружия — по-видимому, широкое распространение длинного лука и алебарды — сделало кольчугу неэффективной. По словам Оакшотта, «какова бы ни была причина этого быстрого изменения, она не сводилась к тому, что оружейники вдруг научились изгибать тонкие железные пластинки по форме человеческого тела». Напротив, «каждый рыцарь между Эдинбургом и Бордо» в это время внезапно захотел иметь более неудобные, тяжёлые и дорогие пластинчатые доспехи.
Кольчуга предоставляла эффективную защиту от режущих и скользящих ударов. Защита от рубящих и колющих ударов обеспечивается их распределением на возможно бо́льшую площадь, при этом наличие поддоспешника (стёганого в Европе, ватного в Азии) абсолютно необходимо для защиты от колющих ударов и стрел.

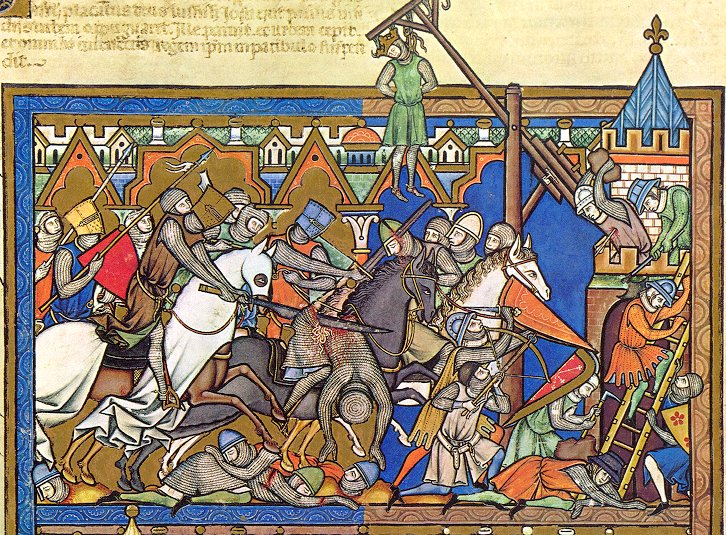
Разрубание кольчуги двуручным фашардом. Миниатюра из «Библии Мациевского». Около 1250 г.

Рубящие удары для воина в кольчуге уже представляли значительную опасность: хотя для того, чтобы прорубить кольчатый доспех, требовалась особая техника и достаточная сила, это было вполне возможно, и прямой рубящий удар, нанесённый частью клинка меча в районе его центра удара, оставлял на кольчужном полотне довольно большие (в несколько колец длиной) зарубки, что могло привести к проникновению лезвия внутрь кольчужного полотна и нанесению серьёзного ранения, причём отделившиеся от кольчуги кольца могли попадать в рану, вызывая её инфицирование. Не менее многочисленны также говорящие о пробивании кольчуги письменные и изобразительные источники, как правило — в контексте последнего, решающего момента схватки двух воинов.
От сильных колющих ударов мечом (в особенности — выполненных в технике «половины меча») и, тем более, прямого копейного удара кольчужное полотно защищало плохо, но тяжесть получаемых при этом травм значительно снижалась. Одно из основных преимуществ кольчуги — её гибкость — делало её, однако, практически бесполезной против ударного оружия, вроде булавы: даже не повреждающий кольчужное полотно удар оказывался смертельно опасным.
С распространением длинного лука в Европе во время Столетней войны кольчуга оказалась «практически бесполезной» против стрел. Джонс приводит результаты современных экспериментов:
- конические наконечники типа «бодкин[англ.]» проникали сквозь кольчугу и поддоспешник на 50 мм (по отдельности кольчуга и поддоспешник представляли крайне слабую защиту с проникновением наконечника стрелы на 150 мм). При этом более длинный наконечник, который Джонс называет «Аркарт», по названию крепости Аркарт, где был найден его прототип, показал лучшие результаты. Аркарт зачастую проникал сквозь кольчугу без существенного повреждения колец;
- более толстый поддоспешник существенно улучшал уровень защиты. Джонс довёл толщину до 24 слоёв льняной ткани, когда проникновение бодкина уменьшилось до 10-15 мм, а многие стрелы не проникали вообще. Толщина 24 слоёв доходила до 16 мм, по мнению Джонса, такой негибкий поддоспешник был возможен на торсе, но не на конечностях;
- место клёпки действительно оказалось слабым, при этом клиновидные заклёпки были прочнее цилиндрических.

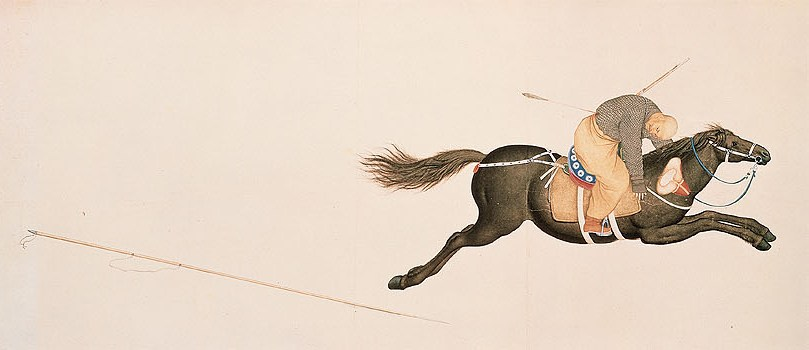
Уйгурский воин. Фрагмент картины придворного художника императора Цяньлуна Лан Шинина «Мацан третьей стрелой убивает врага». 1759 г.

В большинстве случаев кольчуга пробивается за счёт расклёпывания колец, которые разрываются в наиболее слабом (хотя и, казалось бы, наиболее толстом) месте — в районе заклёпки, при этом либо сама заклёпка перерезается краями отверстий под неё в кольце, либо края отверстия в кольце разрываются заклёпкой. При колющем ударе единственное расклепавшееся кольцо может оказаться достаточным для проникновения оружия на глубину, обеспечивающую нанесение серьёзной травмы. В этом отношении кольчуга из чередующихся сплошных и клёпаных колец будет иметь некоторое преимущество над полностью клёпаной, и при этом трудоёмкость её изготовления ниже.
Среди современных исследователей существует мнение, что в Средние века ушибы и внутренние переломы, нанесённые ударно-дробящим оружием, считались менее опасными, чем порезы и раны от стрел, так как последние угрожали инфекцией, с которой в средневековье бороться не умели, в то время как лечение закрытых переломов уже тогда не вызывало существенных затруднений, и что использование кольчуги в качестве средства сохранения жизни воина даже в случае получения им серьёзной травмы оказывалось вполне оправданным.
Митчелл с соавторами отмечает, что исследованные им скелеты погибших крестоносцев XII века (в предположении, что эти крестоносцы носили кольчуги) свидетельствуют о том, что по крайней мере некоторые стрелы проникали сквозь неё, но все удары мечом пришлись на незащищённые участки — то есть кольчуга оказалась эффективной, либо защищая от ударов, либо заставляя атакующих целиться в незащищённые участки тела.
В вооружении Центральной Азии, кольчуга была неотъемлемой частью вооружения тяжелой кавалерии, в частности половцев и монгол-золотоордынцев. Несмотря на повсеместное распространение мощных сложносоставных луков, эффективных против кольчужных доспехов, кольчуга здесь получила широкую популярность в XVI—XVII веках, несмотря на то, что вместо неё обычно употреблялись пластинчатые ламеллярные и куячные доспехи, более адекватные задаче защиты носителя от стрел.
На индийском бехтерце (зира-бахтар), захваченном при взятии Адони войсками великих моголов в 1688 году, кольчужное полотно набрано из колец, диаметр и толщина проволоки которых непрерывно уменьшаются по направлению от туловища к концам рукавов и полам, так, что даже в соседних рядах диаметр колец немного различается между собой. Изменение диаметра колец считают признаком сборки кольчуги из заранее заготовленных деталей (рукавов и т. п.).

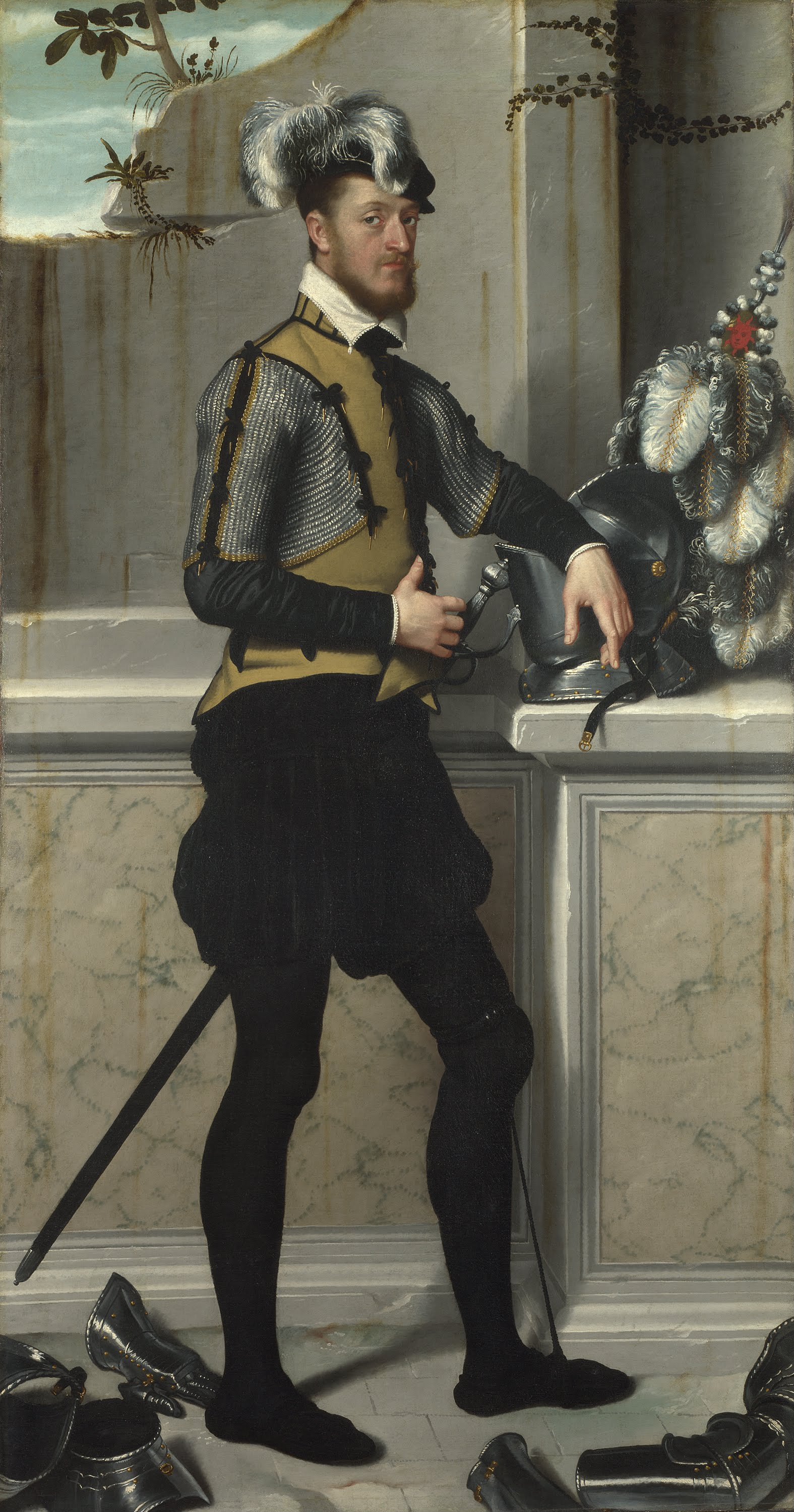
Поддоспешник середины XVI века с нашитыми кольчужными элементами

В Европе в конце XIV века, когда появились первые полные латы, рыцари всё ещё надевали под них полную кольчугу с поддоспешником для прикрытия промежутков между пластинами верхнего доспеха и, отчасти, амортизации ударов. Но такое сочетание кольчуги и лат было слишком тяжёлым — сами латы весили 20—30 кг, к чему кольчуга добавляла ещё около 10 кг, при этом защитные качества доспеха радикально не улучшались. Поэтому в XV веке от ношения полной кольчуги под латами отказались, и вместо этого стали нашивать куски кольчуги на поддоспешник, получив тем самым усиленный дублет, либо просто делать подвижные кольчужные вставки в уязвимых местах лат — тем более, что последних в латных доспехах к концу XV—XVI веку стало намного меньше. При этом латный доспех уже качественно отличался от кольчужного в том отношении, что обеспечивал защиту не только от скользящих, но в значительной степени и от прямых ударов — даже «таранный» удар копья в конной сшибке стали принимать на кирасу, избавившись от ставшего ненужным щита, так что в комплексе вооружения этого периода начали доминировать специализированные средства для борьбы с тяжелобронированным противником, наиболее эффективным из которых со временем оказалось огнестрельное оружие.
В Японии местную кольчугу-фусагусари, которая по плетению существенно отличалась от «международной» и имела по сравнению с последней более крупную ячею (в варианте кольчуги-кусари — с плоскими кольцами) носили исключительно на пришитой к ней подкладке из ткани и, в общем-то, не воспринимали как полноценный доспех, в основном употребляя на подвижные вставки между отдельными элементами ламеллярного или ламинарного самурайского доспеха, либо, для удешевления и организации массового производства доспехов. В усиленном пластинами варианте, в качестве самого дешёвого доспеха для пехотинцев-асигару, который те одалживали из казны даймё, за которого сражались (татами-до, точнее, один из его из вариантов).

Американская модификация каски Адриана с использованием кольчуги, 1918 г.

## В настоящее время
В настоящее время кольчуги из нержавеющей стали в виде нагрудника с фартуком различной длины используются на мясоперерабатывающих заводах при разделке туш, из плетеных колец делают также кольчужные перчатки для защиты рук (обычно левой, в правой держат обвалочный нож).
Некоторые образцы защитного снаряжения для аквалангистов представляют собой кольчугу, надеваемую поверх гидрокомбинезона (который выполняет функцию поддоспешника).
Кольчужные кольца используются не только для изготовления кольчуг, из них, соединяя определённым образом кольца, можно составить различные орнаменты и виды плетения.

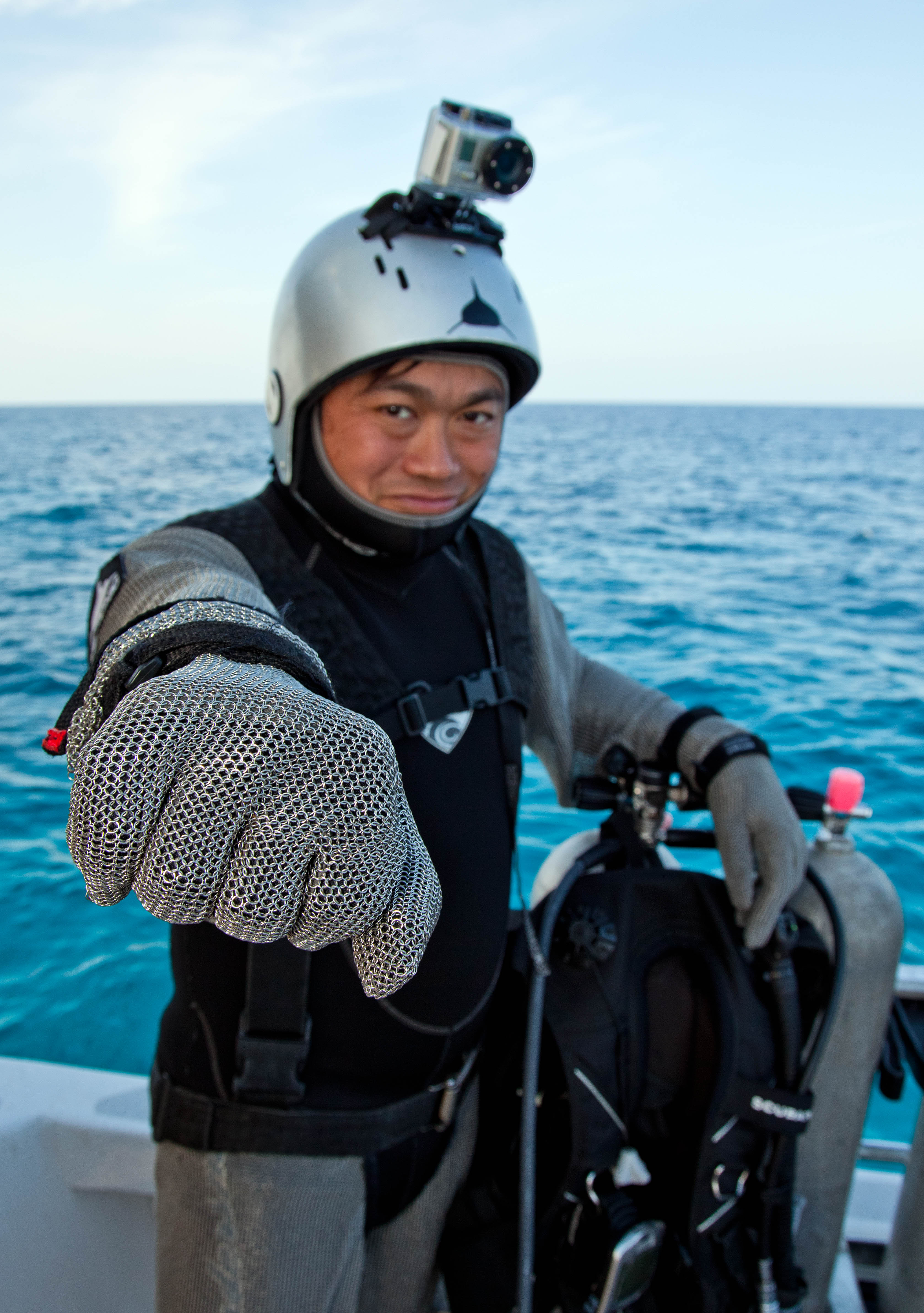
Аквалангистская кольчуга
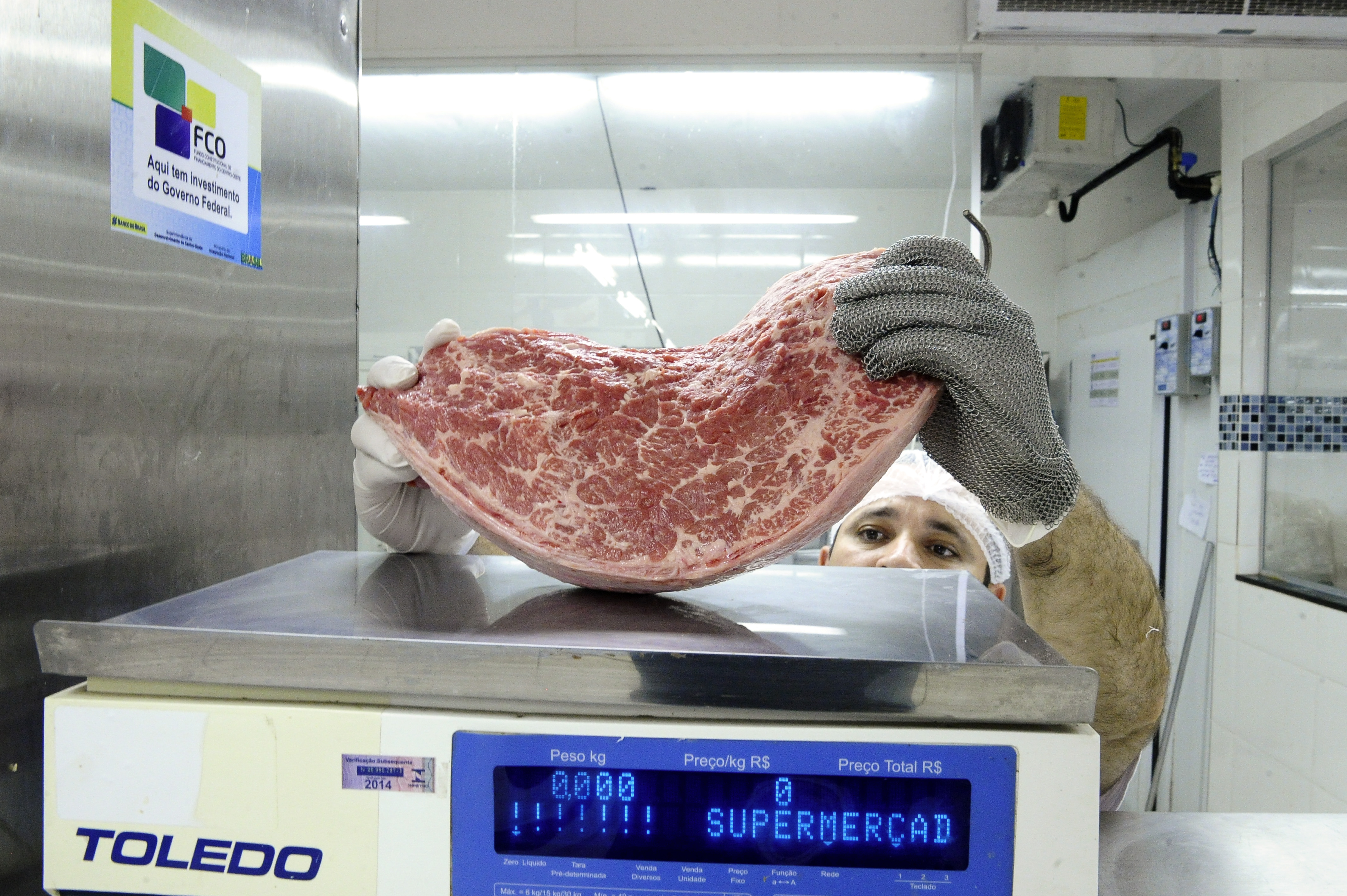
Кольчужные перчатки для защиты рук

## Изготовление

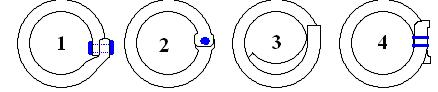
Изготовление колец кольчуги

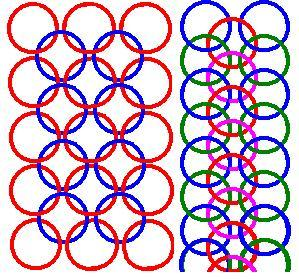
Плетение кольчуги «4 в 1» и «6 в 1»

### Материал
Средневековая кольчуга до XVI века изготавливалась как правило из сравнительно мягкого сплава железа с очень низким содержанием углерода, то есть, согласно исторической терминологии, из железа. Такое железо получалось прямым восстановлением в сыродутной печи.
В исследовании Смита лишь три образца содержали достаточно углерода, чтобы считаться сталью, но они не подвергались закалке после изготовления колец. Клементс указывает на то, что для кольчуги мягкий металл может быть предпочтительнее, так как мягкие кольца менее хрупки под ударом. Уильямс, однако, обнаружил в кольцах следы закаливания и сообщает, что твёрдость стали в кольчуге XVI века превышала твёрдость железа в кольчуге эпохи переселения народов в семь раз. Согласно Уильямсу, применялась как известная по крайней мере с XII века цементация, так и, в кольчугах XVI века, современная закалка с образованием мартенсита.
Бронзовые кольца служили для отделки кольчуги (обычно по краю, хотя встречались и узоры).

### Кольца
Кольца изготавливались кузнецом из самодельной железной проволоки; Смит обнаружил несколько способов, которыми, по-видимому, изготавливалась проволока:
- от тонкого листа металла отрезалась полоска и обтачивалась до круглого сечения. Уильямс также предполагает скручивание[47];
- полоска, отрезанная от более толстого листа, преобразовывалась в проволоку волочением. Процесс был описан монахом Теофилом в XI веке, но равномерность сечения колец бармицы Коппергейтского шлема заставляет предположить волочение уже в VIII веке[47]. Некоторые авторы считают, что волочение цветных металлов использовалось в VI—V веке до н. э. в Персии[81]. Сим в своих экспериментах пришёл к выводу о необходимости механизации процесса волочения в случае использования железа как материала для колец (сила, необходимая для протягивания, оказалась весьма высокой)[82];
- ковкой изготавливался тонкий стержень, который опять-таки подвергался волочению.

Проволока оборачивалась вокруг ригеля, полученная спираль разрезалась на куски, которые сваривались или склёпывались в кольца. Незамкнутые концы колец расплющивались для сварки или создания отверстия под заклёпку (которое делалось пробойником), для расклёпывания применялся молоток. Сварные кольца для придания им нужной формы подвергались не ковке, а обтачиванию.

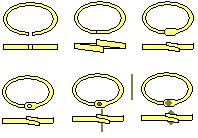
Заклёпки, расклёпываемые с двух сторон

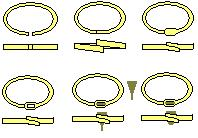
Клиновидные заклёпки имели два преимущества: они позволяли образовать гладкую поверхность с внутренней стороны кольчуги и избежать чрезмерной тонкости цилиндрических заклёпок

Джонс выделяет два типа заклёпок: цилиндрические, расклёпываемые с двух сторон, и клиновидные, переход на которые произошёл в XIV веке. Клиновидные заклёпки имели два преимущества: они позволяли образовать гладкую поверхность с внутренней стороны кольчуги и избежать чрезмерной тонкости цилиндрических заклёпок, толщина которых доходила до 0,3-0,5 мм при длине около 2 мм.
Как диаметр проволоки, так и диаметр кольца менялись в широких пределах, известны как маленькие кольца диаметром в 5 мм с толщиной проволоки 0,95 мм, так и большие — диаметром 12,7 мм из проволоки 1,7 мм толщиной. Сим сообщает о бронзовых кольцах (обычно служивших для отделки кольчуги) римского периода с диаметром 3 мм и толщиной 0,5-0,6 мм.

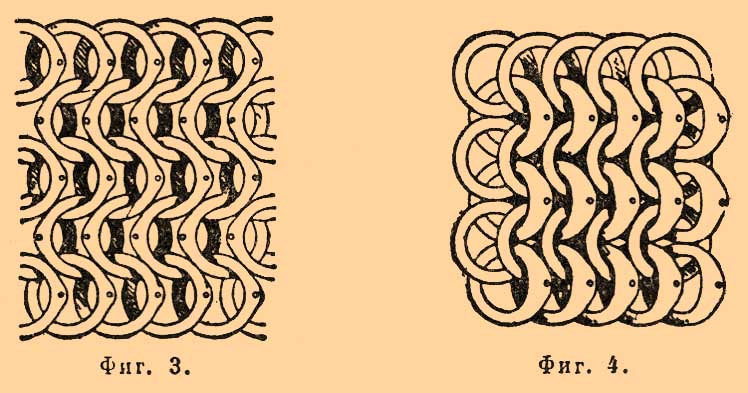

Обычно ряды сварных и заклёпанных колец чередовались (Фиг. 4), но существовали и кольчуги, в которых все кольца были сварными. Смит отмечает, что среди исследованных им колец встречались незамкнутые (сведённые), но их концы были подготовлены к сварке (расплющены) и их незамкнутость является попросту дефектом сварки. Многие европейские доспехи состоят целиком из заклёпанных колец (Фиг. 3); Бургесс предполагает, что таким образом достигалась бо́льшая плотность плетения (при чередовании рядов заклёпанное кольцо надо соединить с четырьмя уже закрытыми; в случае всех заклёпанных колец новое кольцо достаточно соединить лишь с двумя уже закрытыми, что позволяет увеличить толщину проволоки или уменьшить диаметр кольца). Согласно Джонсу, чередование рядов было традиционным до XIV века (с редкими исключениями), кольчуги со всеми заклёпанными кольцами распространились с 1400 года.
Исследователи расходятся по вопросу о распространённости колец, высеченных из металлического листа. Бёрджес в 1953 году утверждал, что такие кольца также использовались при производстве кольчуг, Уильямс в 1980 году описывает исследованные им высеченные кольца из бронзы и, по-видимому высеченные, но не исследованные им металлургически, кольца римского доспеха, но в 2003 году тот же Уильямс считает свидетельства в пользу существования таких колец неокончательными. Согласно металлургическим исследованиям Смита, все исследованные им железные сплошные кольца были сварными, иногда изготовленными из нескольких витков проволоки. Смит отмечает, что это неудивительно: изготовление необходимых для высечки колец точных штампов далеко выходило за возможности оружейника того времени. В ответе Смиту Бёрджес соглашается, что использование вырубленных колец «маловероятно», но в качестве причины приводит большое количество отходов металла. При исследовании датских кольчуг Йоуттиярви, наоборот, не обнаружил следов сварки, а металлургический анализ сплошных колец показал, что они были высечены из листа (вероятно, с помощью двух полых пробойников). Сим указывает на исследованные им кольца, форма которых показывает, что они, «вероятно», были высечены из листа и приводит результаты экспериментов по изготовлению высеченных колец с использованием технологий римской эпохи и специального штампа с двумя диаметрами (для внешнего и внутреннего диаметров кольца). Грандин приводит металлографический анализ кольца XIII века, который показывает, что оно было высечено из листа. Вайк приводит свидетельства вырубания колец из листа и считает, что Смит неправильно проинтерпретировал свои наблюдения: найденные Смитом кольцевые структуры, по мнению Вайка, образуются из-за деформаций в процессе вырубания колец.
Смит расценивает присутствие сварных колец как свидетельство того, что они обходились ненамного дороже склёпанных. Уильямс сообщает, что по результатам современных реконструкций, использование сварных колец делало процесс менее трудоёмким.

Смит считает, что сварные кольца имели сходную с клёпаными прочность, однако прочностные расчёты и эксперимент показывают, что сварные кольца во много раз превосходят по прочности заклёпанные (у последних слабым местом является тонкая по сравнению с кольцом заклёпка). Уильямс отмечает, что в процессе заклёпывания уплощённые концы кольца и заклёпка подвергались интенсивному нагреву (видимо, с помощью паяльной трубки), что приводило к обезуглероживанию стали и дополнительному ослаблению металла. При расклёпывании заклёпки часто выступали только с внешней стороны кольчуги, внутренняя сторона кольца оставлялось гладкой, чтобы не повреждать одежду. Смит отмечает низкую прочность такого расклёпывания: внутренняя (близкая к телу) часть заклёпки почти не выступала за пределы отверстия, приводя к ослаблению кольца.

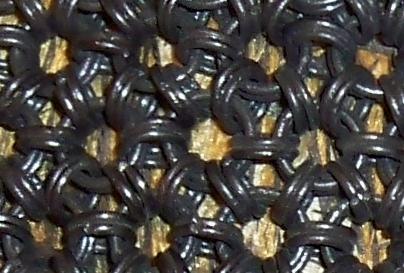
В японском варианте кольчуг использовались кольца в два оборота.

Робинсон отмечает, что в Японии, Индии и Персии кольчуги делались из бронзовых незаклёпанных колец из-за малой их толщины. По той же причине не заклёпывались и кольца на филиппинских кольчугах. В японском варианте кольчуг использовались кольца в два оборота.

### Кольчуга
По современным реконструкциям, в кольчужной рубахе, в зависимости от её длины и размера, было от 28 до 50 тысяч колец, Кирпичников А. Н. оценивает нижнюю границу числа колец не менее, чем в 15 тысяч. Трудоёмкость изготовления кольчуги неизвестна, средневековая гильдейская книга содержит свидетельство мастера о том, что его выдающаяся кольчуга потребовала шести месяцев работы. По современной реконструкции, трудоёмкость оценивается в 1000 человеко-часов (750 человеко-часов при использовании сварных колец). В 1983 году при изучении вооружения русского войска и возможностей военного производства феодальной эпохи (от Ярослава Мудрого до Ивана Грозного) в порядке эксперимента в городе Электросталь под руководством Дмитрия Зелина был изготовлен полный кольчужный доспех (кольчужная рубаха, кольчужные чулки и рукавицы) — в точном соответствии с технологиями того времени. Сообщается, что трудозатраты на изготовление доспеха составили всего 250 человеко-часов.
Вес также был не одинаков: Пирс оценивает вес кольчуг XIV века от 10,5 до 11,5 килограмм.
Из более толстой проволоки получаются кольца большего диаметра, отношение диаметра кольца к диаметру проволоки варьирует по крайней мере в пределах 3,9-8,5 (4 соответствовало очень плотному плетению, 8 — очень свободному). Некоторые кольчуги (в частности, кольчуга XIII века из Изяславля) делались с использованием колец 3-4 разных размеров.
Типичным вариантом плетения было «4 в 1», при котором одно кольцо соединяется с четырьмя соседними. Клод Блэр считал такой способ плетения характерным для европейских средневековых кольчуг, отмечая, что кольца могли быть как клепаными, так и сварными. До 1400 года, по его словам, попадаются кольчуги, в которых сварные соединения идут попеременно с рядами клепаных, но позже такая конструкция в Европе вышла из употребления. Более плотное плетение «6 в 1» использовалось редко, в основном для защиты шеи. Также существовали понятия «двойного плетения (англ. Kings mail)» и «тройного плетения», но однозначного соответствие между двумя группами названий, видимо, нет.

## В культуре
В конце XII века и XIII веке кольчуга была непременным элементом снаряжения рыцаря: Ассиза о вооружении 1181 года требовала от рыцаря иметь кольчугу (наряду со шлемом, щитом и копьём; те же требования предъявлялись к богатым горожанам); от снаряжённого кольчугой бойца ожидалась бо́льшая стойкость в бою. Так, устав тамплиеров предписывал облачённым в кольчугу рыцарям-братьям сражаться до последнего даже в случае неминуемого поражения, а легковооружённые младшие члены ордена («сержанты») могли отступить — но, если им была выдана кольчуга, и они тоже должны были сражаться, пока реяло хотя бы одно знамя.
Если рыцарь был захвачен врасплох и без кольчуги, бегство без боя не считалось позорным.

## Галерея

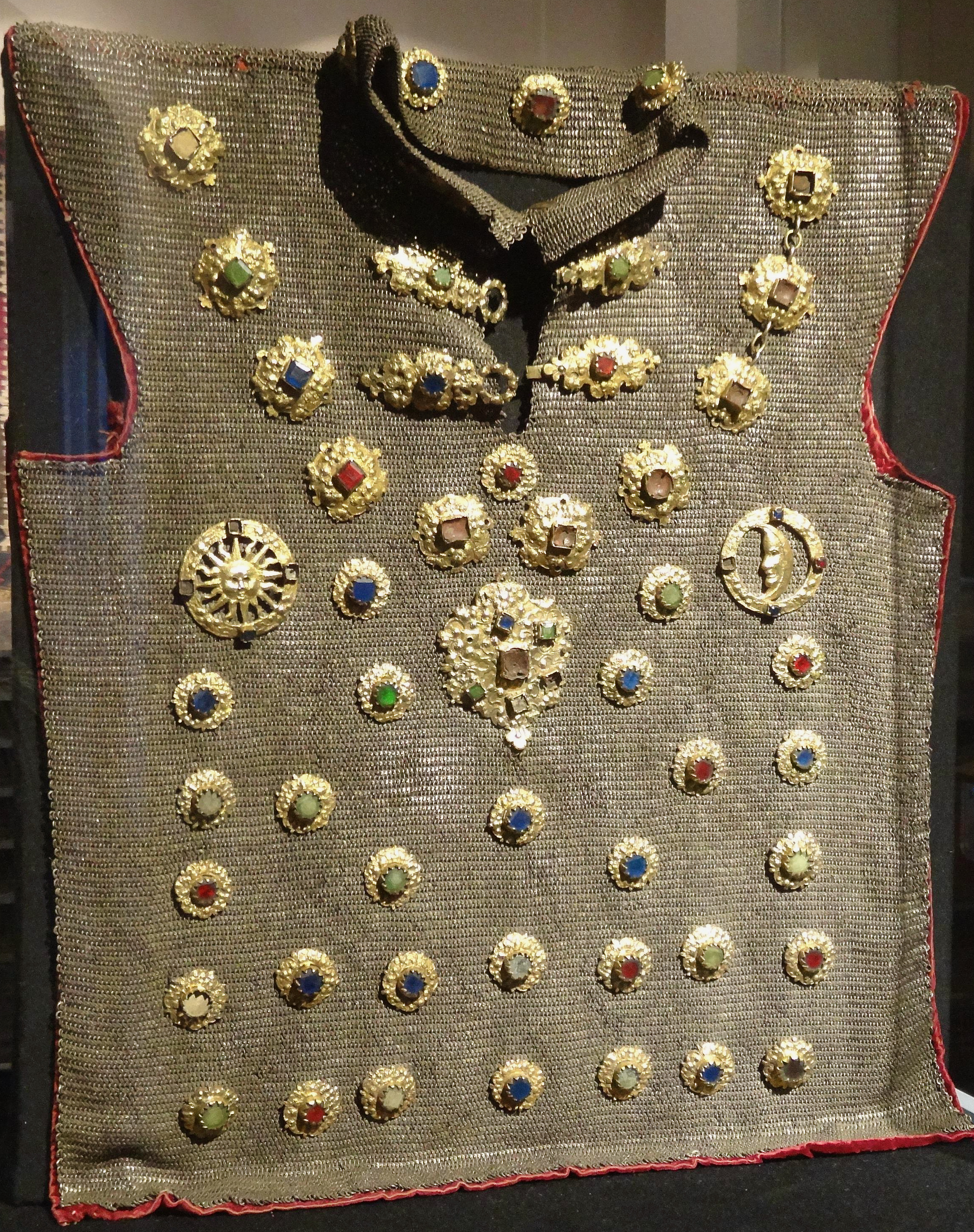
Кольчужная рубаха царя Имеретии Александра III. Очень мелкие плоские клёпаные кольца, усиление массивными бляхами. Середина XVII века.
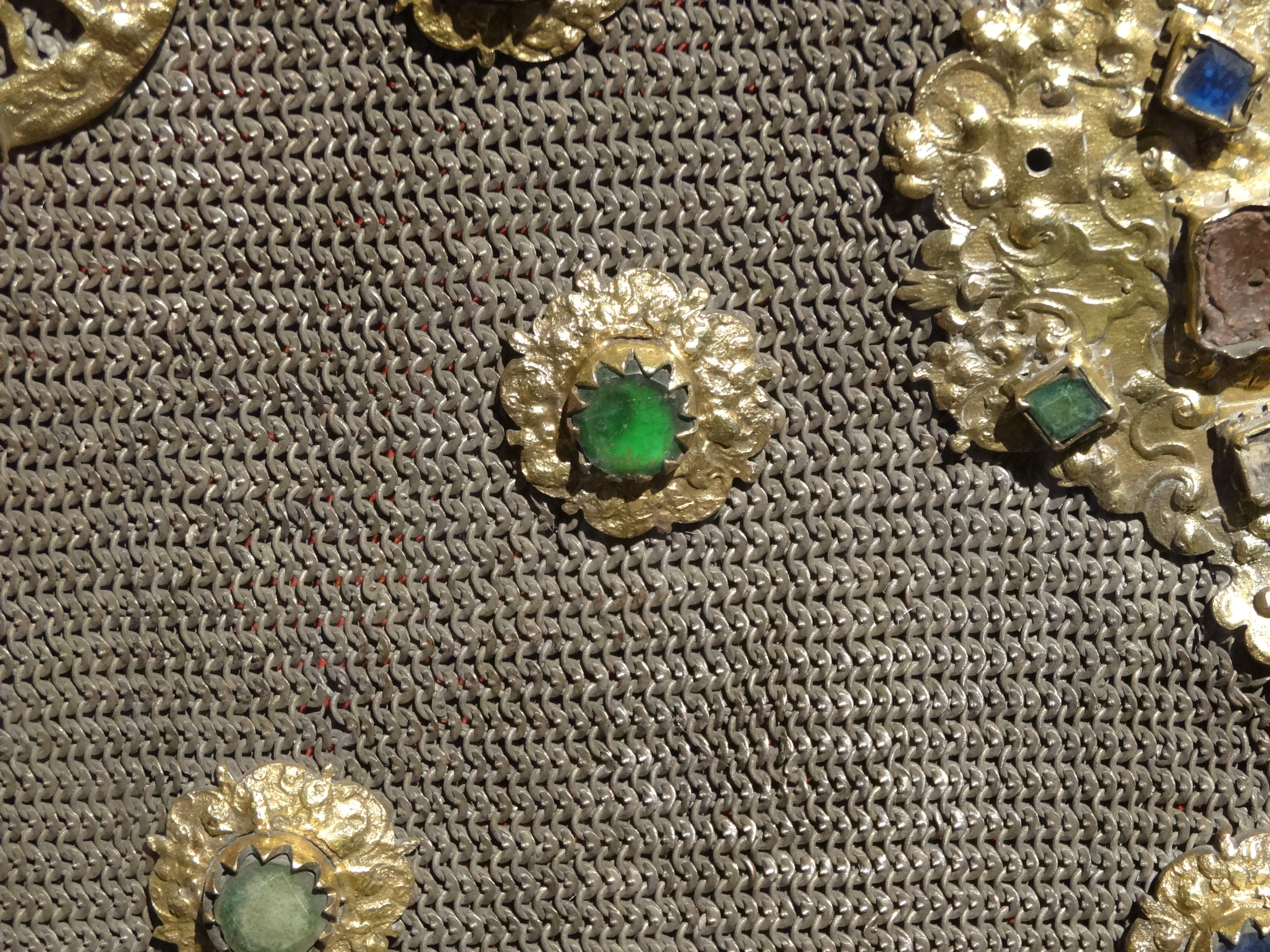
Крупный план.
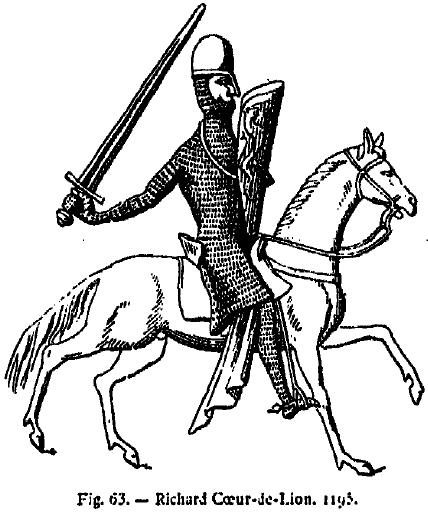
Король Ричард Львиное Сердце. Длинная кольчуга, длиной порой до колен, с рукавами полной длины и разрезами на подоле спереди и сзади (чтобы садиться на коня). Как правило, к ней в комплекте шли кольчужные чулки. А в варианте, известном как хауберк, имелся кольчужный капюшон, составляющий с ней единое целое. В других вариантах мог иметься отдельный кольчужный капюшон.
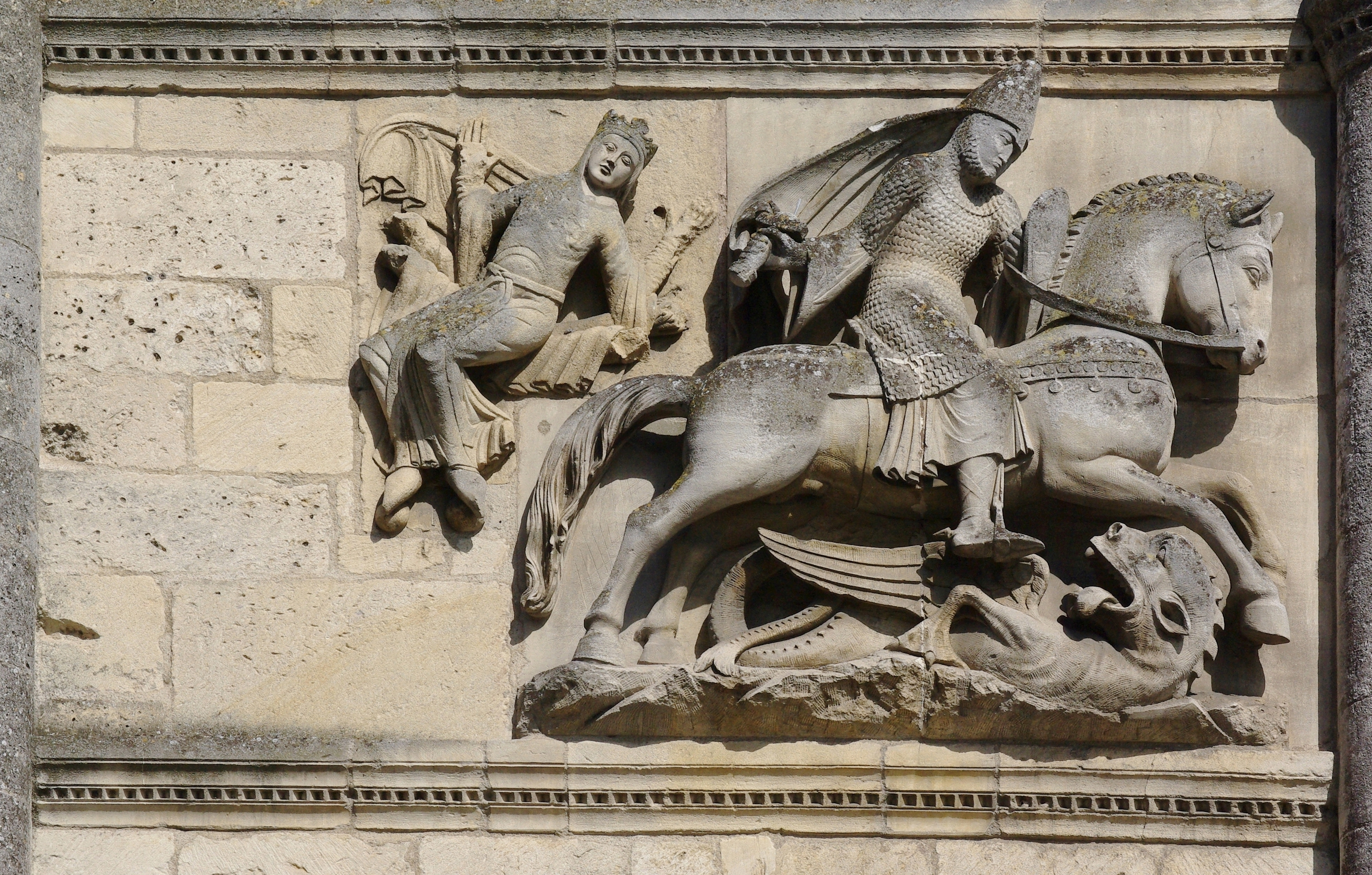
Святой Георгий и дракон. Барельеф Ангулемского собора (XII в.)

## Бутафория
Для киноиндустрии изготовляются пластиковые кольчуги, которые легче и дешевле металлических. Для фильма «Властелин колец» было сделано несколько тысяч таких кольчуг. В качестве бюджетного варианта иногда используется вязаная «кольчуга» (свитер), окрашенная в серебристый цвет.